# Tamborrada de Ozio Bide de Deba
La Tamborrada de Ozio Bide es la única tamborrada existente en la localidad española de Deva, Guipúzcoa, desde el año 1946 hasta la actualidad y actúa durante la celebración de los San Roque, fiestas patronales de Deva, el día 14 de agosto de cada año a partir de las 22:30 horas y el último día de fiestas, junto con la Banda de Música de Deva, en el fin de fiestas a partir de las 23 horas.

## Historia
En 1920 se organizó una tamborrada a beneficio de la Junta del Patronato del Asilo. En 1934 se celebró otra, teniendo como anécdota que participara como tamborrero el famoso tenor Miguel Fleta, que pasaba unos días de descanso en Deba. En 1935 se organizó una tamborrada infantil. 
La Tamborrada de Ozio Bide de Deva nace en 1946, durante el periodo de gestación de la Sociedad, pues esta se funda en 1947. El primer tambor mayor es Isidro Vitoria "Mami", hasta el año 1963, y se interpretaban las piezas de Sarriegi Tatiago, Iriarena y Diana. Para salir de la plaza se interpretaba el pasacalles Anteron Txamarrotea.
En 1951 salió como tambor mayor Paco Lazkano, pues Isidro Vitoria estaba de luto por la muerte de su hermano. En 1956 el maestro Pablo Sorozábal entrega la obra Marcha de Deba o Irugarren kalez kale. Esta pieza la compuso el músico como himno para los Gudaris
, durante la guerra civil, y se interpretó durante esa época una sola vez en Valencia, por la Banda Municipal de Madrid, y dirigida por el mismo Pablo Sorozábal, que por entonces era director de la misma. Esta pieza fue arreglada, y se le añadió la partitura de tambores, barriles y panderetas. 
En 1962 Pablo Sorozábal compuso otra obra para la Sociedad, Polca de Ozio-bide. En 1964 coge el relevo de su padre como tambor mayor hasta el año 2000 Txema Vitoria. En 1968 salió como tambor mayor Lorenzo Olaizola (entonces el que estaba de luto era Txema Vitoria, por el reciente fallecimiento de su padre). 
En 1989, José Ignacio Ansorena, con motivo de las bodas de plata como tambor mayor de Txema Vitoria, compone una suite de cinco piezas con el título genérico de Mami (Danborradarako bilduma). La primera pieza es una marcha de tambores y barriles titulada Txitxarritoak, que es así como en Deba llaman a los veraneantes. La segunda pieza es una diana con el título Mami, que es el apodo por el que se conoce a la familia Vitoria. La tercera es un zortziko titulado Plaza Zaharra, que es la plaza situada frente a la iglesia de Deva. La cuarta pieza es un vals titulado San Roke, patrón de la villa de Deva. Y la quinta y última pieza, un pasacalles titulado Anguleroak.

## Piezas interpretadas
La Banda de Música de Deva, durante la actuación en la Plaza de los Fueros, suele interpretar Kattalin.

##### Pablo Sorozábal
- Marcha de Deba
- Polca de Ozio-Bide

##### Sarriegi
- Tatiago
- Iriarena
- Diana

##### José Ignacio Ansorena
- Txitxarritoak
- Mami
- Plaza Zaharra
- San Roke
- Anguleroak

## Tambor mayor
- Isidro Vitoria (1947-1950,1952-1963)
- Paco Lazkano (1951)
- Txema Vitoria (1963-1967,1969-2000)
- Lorenzo Olaizola (1968)
- Manolo Pascual (2001-actualidad)

## Constitución de la tamborrada
La Tamborrada de Ozio-Bide está constituida por 55 miembros, el tambor mayor, la abanderada, el portador del guion (escudo del municipio), 20 pandereteras, 15 tamborreros y 17 barrileros. 